# Садашиварайя Тулува
Садашиварайя (? — 1570) — махараджахираджа (царь царей) Виджаянагарской империи в 1542—1570 годах.

## Биография
Происходил из династии Тулува. Сын правителя Кришнадеварайи. 
В правление дяди Ачьютадеварайи не играл в государственных делах никакой роли. В 1542 году после смерти последнего, благодаря влиятельному министру Рамарайя Аравиду, получил трон, однако оставался при этом номинальным правителем — все дела решал Рамарайя. После гибели Рамарайи в 1565 году во время войны с султанами Биджапура, Бидара, Голконды и Ахмеднагара власть над империей взял Тирумаларайя Аравиду, который в 1570 году сверг с трона Садашиварайю и убил его.